# Кириченко Микола Миколайович
Микола Миколайович Кириченко (15 травня 1954, Київ) — український дипломат. Надзвичайний і Повноважний Посол України.

## Біографія
Народився 15 травня 1954 року в Києві. У 1976 році закінчив Київський державний університет ім. Т.Шевченка, факультет міжнародних відносин та міжнародного права
У 1976–1977 рр.— Перекладач англійської мови при Торговельно-економічній місії СРСР в Могадишо (Сомалі)
У 1978–1979 рр.— Голова молодіжної комісії Українського товариства дружби та культурного зв'язку із зарубіжними країнами
У 1979–1991 рр.— Аташе, третій секретар, другий секретар, перший секретар Міністерства закордонних справ України
У 1991–1994 рр.— Консул України в Нью-Йорку (США)
У 1994–1995 рр.— Радник Міністерства закордонних справ України.
У 1995–1997 рр.— Перший заступник директора Департаменту консульської служби Міністерства закордонних справ України
У 1997–2000 рр.— Генеральний консул України в Торонто (Канада)
У 2000–2001 рр.— Генеральний консул України, завідувач консульського відділу Посольства України в Канаді (Оттава)
У 2001–2003 рр.— Директор Департаменту державного протоколу Міністерства закордонних справ України
У 2003–2006 рр.— Генеральний консул України в Стамбулі (Туреччина)
У 2006–2009 рр.— Генеральний консул України в Нью-Йорку (США)
У 2009–2011 рр.— Директор Департаменту з персоналу Міністерства закордонних справ України.
З 30 липня 2011 — Надзвичайний і Повноважний Посол України в Словенії.

## Дипломатичний ранг
- Надзвичайний і Повноважний Посол